# Calciummagnesiumacetat
Calciummagnesiumacetat (CaxMgy(CH3COO)2(x+y)) ist ein alternatives Streusalz.

## Gewinnung und Darstellung
Das als Streumittel verwendete Calciummagnesiumacetat zeigt ein schwankendes Verhältnis Ca:Mg, wie in dem als Rohmaterial verwendeten Dolomit, zwischen etwa 1:1 und 3:7. Der Dolomit wird hoch erhitzt („gebrannt“), um das Carbonat in Kohlenstoffdioxid und Calcium/Magnesiumoxid zu zerlegen. Danach wird das entstandene Oxid mit Essigsäure umgesetzt. Der Umweg über das Brennen ist notwendig, weil nativer Dolomit selbst von viel stärkeren Säuren (z. B. Salzsäure) nur sehr langsam angegriffen wird.
{\displaystyle \mathrm {Ca_{x}Mg_{y}(CO_{3})_{2(x+y)}\longrightarrow } } {\displaystyle \mathrm {2(x+y)\ CO_{2}\uparrow +x\ CaO+y\ MgO} }
Reaktion beim Brennen
{\displaystyle \mathrm {x\ CaO+y\ MgO+2(x+y)\ CH_{3}COOH\longrightarrow } }{\displaystyle \mathrm {Ca_{x}Mg_{y}(CH_{3}COO)_{2(x+y)}+(x+y)\ H_{2}O} }
Umsetzung mit Essigsäure

## Verwendung

### Vorteile
Im Gegensatz zu Natriumchlorid schädigt Calciummagnesiumacetat weder Brücken noch Bäume. Dafür sind vor allem die negativ geladenen Acetationen zuständig, die das aggressivere Chlorid ersetzen. Weiterhin dienen Calcium und Magnesium als Nährstoffe für Pflanzen. In einem Versuch in der Stadt Halle (Saale) konnte eine geringe feinstaubbindende Wirkung von Calciummagnesiumacetat nachgewiesen werden.

### Nachteile
Calciummagnesiumacetat ist in etwa zehn- bis zwanzigmal so teuer wie normales Streusalz aus Natriumchlorid und damit nicht wettbewerbsfähig. Ferner wirkt es nicht schmelzend, sondern erleichtert lediglich durch die Behinderung des Zusammenbackens die mechanische Beseitigung des Schnees. Aus Sicherheitsgründen darf Calciummagnesiumacetat nicht an den Stellen ausgebracht werden, an denen Straßenbahngleise im Straßenbett verlaufen.